# Астрономічний інститут Вроцлавського університету
Астрономічний інститут Вроцлавського університету (Instytut Astronomiczny Uniwersytetu Wrocławskiego, IA UWr) — навчально-дослідний підрозділ, що входить до складу факультету фізики та астрономії Вроцлавського університету. Знаходиться на вулиці Миколая Коперніка, 11 у Вроцлаві, у Щитницького парку. Станом на 2011 рік в інституті навчалося 58 студентів.
Інститут веде викладацьку та наукову діяльність, пов'язану з геліофізикою, спектроскопічними дослідженнями активних явищ на Сонці, аналізом спектрів та рентгенівських зображень, статистичними дослідженнями та прогнозуванням активності сонячних спалахів, теоретичними дослідженнями явищ сонячної та зоряної активності, астрофізикою, фотометрією та спектрофотометрією змінних зір у видимому, ультрафіолетовому та рентгенівському діапазонах, моделюваннями атмосфер.
Інститут був створений у лютому 1956 року після перетворення колишньої обсерваторії Вроцлавського університету в незалежний інститут. Його творцями були науковці, які походили переважно зі Львівського університету Яна Казимира і переселились у Вроцлав після переходу Львова у склад Радянського Союзу. Інститут спочатку входив у склад факультету математики, фізики та хімії, з 1995 року до факультету математики та фізики, а після реорганізації структур університету в 1996 році — до факультету фізики та астрономії.

## Директори

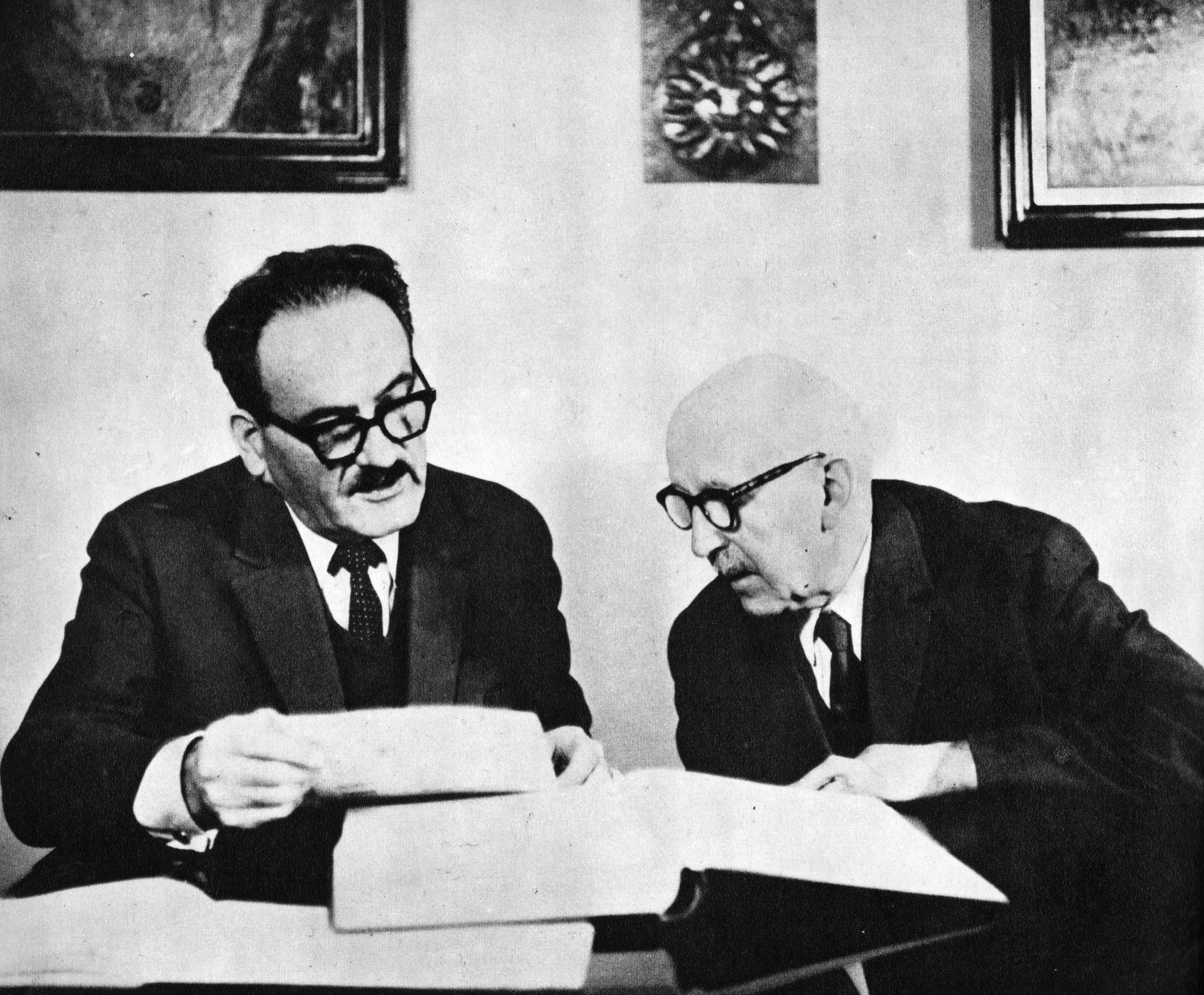
Еугеніуш Рибка (праворуч) у розмові з доцентом Юзефом Салабуном

- 1956—1958: Еугеніуш Рибка
- 1958—1971: Ян Мергенталер
- 1971—1978: Антоній Опольський
- 1978—1981: Єжи Якімець[pl]
- 1981—1984: Миколай Єжикевич[pl]
- 1984—1987: Тадеуш Яжембовський
- 1987—1993: Єжи Якимець
- 1993—2002: Генрик Кугер[pl]
- з 2002: Міхал Томчак

## Історія

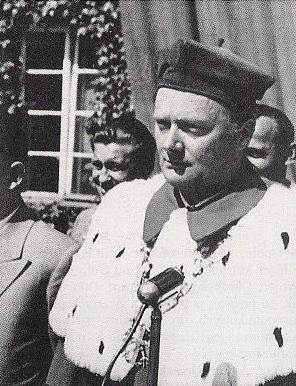
Антоній Опольський, один із директорів Астрономічного інституту

Початки Вроцлавської астрономічної обсерваторії пов'язані із заснуванням Антоном Юнгніцем у 1791 році обсерваторії на Математичній вежі головного корпусу Вроцлавського університету. На початку 20 століття обсерваторія була перенесена на острів Тамка на річці Одер у Вроцлаві. На рубежі 1920-1930-х років нове місце для обсерваторії було побудовано у Щитницькому парку у Вроцлаві.
Після закінчення Другої світової війни Вроцлав був переданий від Німеччини до Польщі. Тоді обсерваторію зайняли польські астрономи зі Львова, який перейшов від Польщі до складу Радянської України. У 1956 році обсерваторія була перейменована в Астрономічний інститут. У 1970-х роках народилася ідея побудови обсерваторії на Великій Сові в Судетах, але через брак коштів від неї відмовилися. Два інструменти, придбані для запланованої обсерваторії, 60-сантиметровий рефлектор Zeiss (1976) і 53-сантиметровий коронограф (1980), були розташовані в Бялкові і наразі є найважливішими спостережними інструментами інституту.

## Навчання
Інститут навчає студентів у галузі астрономії на першому ступені навчання (3-річний ліценціат) і на другому ступені (2-річна магістратура).
Існує можливість подальшого навчання в рамках докторантури з астрономії за спеціальностямигеліофізика, астрофізика та класична астрономія.
Інститут уповноважений присуджувати вчені ступені доктора філософії та габілітованого доктора та подавати запити на присвоєння вченого звання професора.

## Структура
Інститут розділений на 2 відділи, лабораторію, астрономічну обсерваторію та бібліотеку інституту:
- Відділ астрофізики та класичної астрономії
- Відділ геліофізики та космічної фізики
- Лабораторія дидактики та популяризації астрономії «Планетарій»
- Астрономічна обсерваторія
- Бібліотека Астрономічного інституту

## Локальна та дидактична база
Астрономічний інститут Вроцлавського університету розташований у східній частині Вроцлава в районі Семпольно, на краю Щитницького парку, в безпосередній близькості від Зоологічного саду, Зали Століття та Олімпійського стадіону.
Частина лабораторій, аудиторія, бібліотека інституту, а також кабінети співробітників розташовані в трьох будинках з боку вулиці Коперника. Найвища двоповерхова будівля увінчана куполом, на якому встановлено 203-мм рефрактор Кларка-Репсолда. В глибині майданчика розташовані: будівля нової лабораторії з прилеглим дидактичним павільйоном, павільйоном малого коронографа та павільйоном перехідного інструменту та вертикального кола. На території Інституту, ближче до вулиці Міцкевича, знаходиться також павільйон Вроцлавського відділення Центру космічних досліджень Польської академії наук, тобто відділу фізики Сонця.
Крім того, деякі практичні заняття та канікулярне стажування проводяться в обсерваторії Вроцлавського університету в Бялкуві біля Вінська.